# 강윤미 (시인)
강윤미(1980년~)는 대한민국의 시인이다.

## 경력
1980년 제주도 중산간마을 해안에서 태어났다. 제주여고를 거쳐 원광대학교 문예창작학과와 동대학원을 졸업하였다.

## 등단
2005년 <광주일보> 신춘문예에 ‘멜순’이 당선되었으며, 2010년에는 <문화일보> 신춘문예에 ‘골목의 각질’이 당선되었다. 2007년에는 ‘벽에 세들어 사는 몽골여자’라는 작품으로 <광주일보 문학상>을 수상했으며, 2011년에는 한국문화예술위원회의 시창작기금(AYAF)을 수혜받았다.

## 활동
주요 작품으로는 <골목의 각질>, <벽에 세들어 사는 몽골여자>, <이상형과 이상향>, <나쁜 꿈의 행방>, <비밀 파이>, <먼지의 서재> 등이 있다. 강윤미 시인은 ‘감정 이후의 감정’을 시인 자신만의 모던하고 독특한 감성으로 옮겨내고 있으며, 문화예술현장의 팩션 작가로도 활동 중이다. 팩션 작품으로는 <홍도의 영정귀곡(影幀鬼哭)>(스토리테마파크 웹진 담(談), 2017.8)과 <화무십일홍>(익산관광문화재단, 2018)이 있다.
1. ↑  “강윤미”. 교보문고.